# Étang de Pissevaches
L'étang de Pissevaches est une des lagunes du littoral languedocien du département de l'Aude dans le parc naturel régional de la Narbonnaise en Méditerranée.

## Topographie

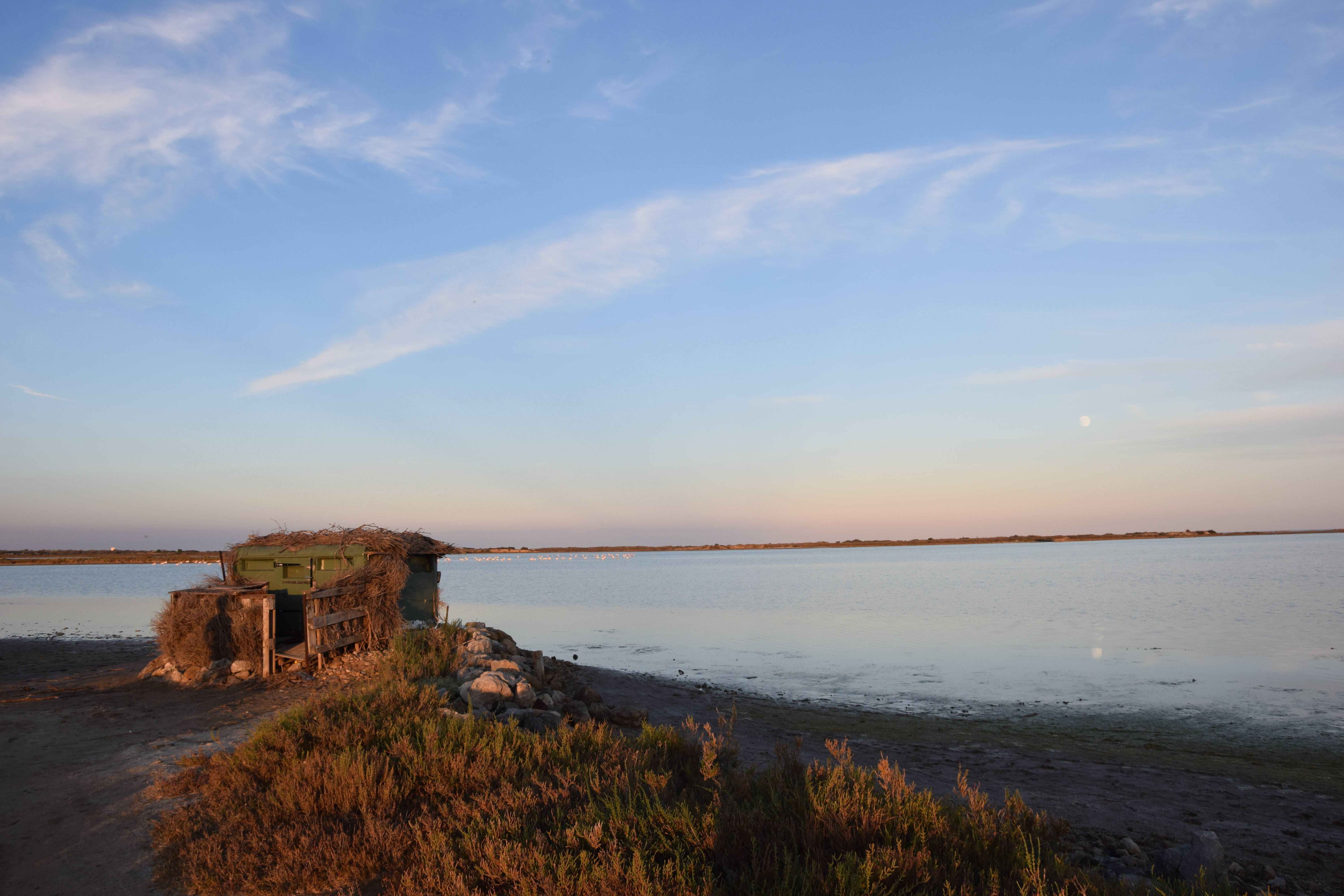
Tonne de chasse sur la berge de l'étang

L'étang de Pissevaches est situé sur la commune de Fleury entre Saint-Pierre-la-Mer et Les Cabanes-de-Fleury ancien village de pêcheurs en bordure du golfe du Lion et du massif de la Clape près de l'embouchure de l'Aude. 
Il fait partie des zones humides de la basse vallée de l'Aude.

## Hydrographie
L'étang, dont la superficie est d'environ 905 ha dont la profondeur moyenne est d'environ 1 m. Séparé de la Méditerranée par un étroit cordon littoral, il est alimenté en eau douce essentiellement par des exsurgences du karst du massif de la Clape et en eau salée par un grau qui donne dans le golfe du Lion.

## Milieu naturel

### Faune et flore
C'est un lieu ornithologique, qui accueille de très nombreuses espèces d'oiseaux tant en nidification qu'en migration ou qu'en hivernage, comme le Gravelot à collier interrompu,

### Protection environnementale
Il appartient en grande partie au Conservatoire du Littoral.